# Гермаківка
Гермакі́вка — село в Україні, у Іване-Пустенській сільській громаді Чортківського району Тернопільської області. Розташоване на півдні району. До 12 червня 2020 року адміністративний центр Гермаківської сільської ради. Розташоване за 3 км від річки Збруч. Населення — 1912 осіб (2003).

## Географія

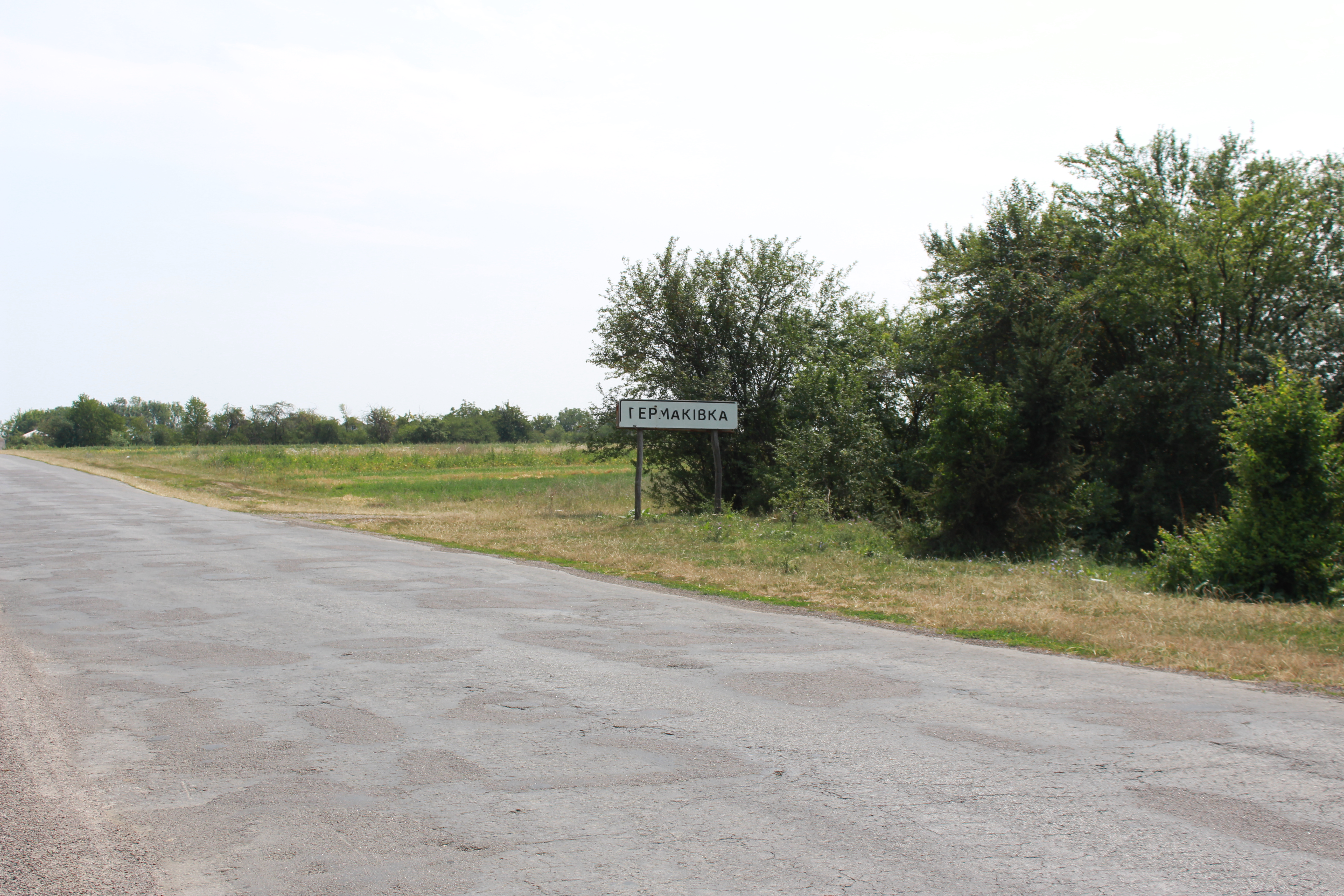
В'їзд до села з боку села Кривче

Село Гермаківка розташоване за 369 км від Києва, 104 км від обласного центру м. обласного центру та 15 км від міста Борщів. У Гермаківці є пам'ятка садово-паркового мистецтва державного значення — Гермаківський дендропарк (від 1956), урочище «Дача Романського», пам'ятки природи — Гермаківська бучина, Гермаківський скельний дуб та гіпсова печера Двох озер.

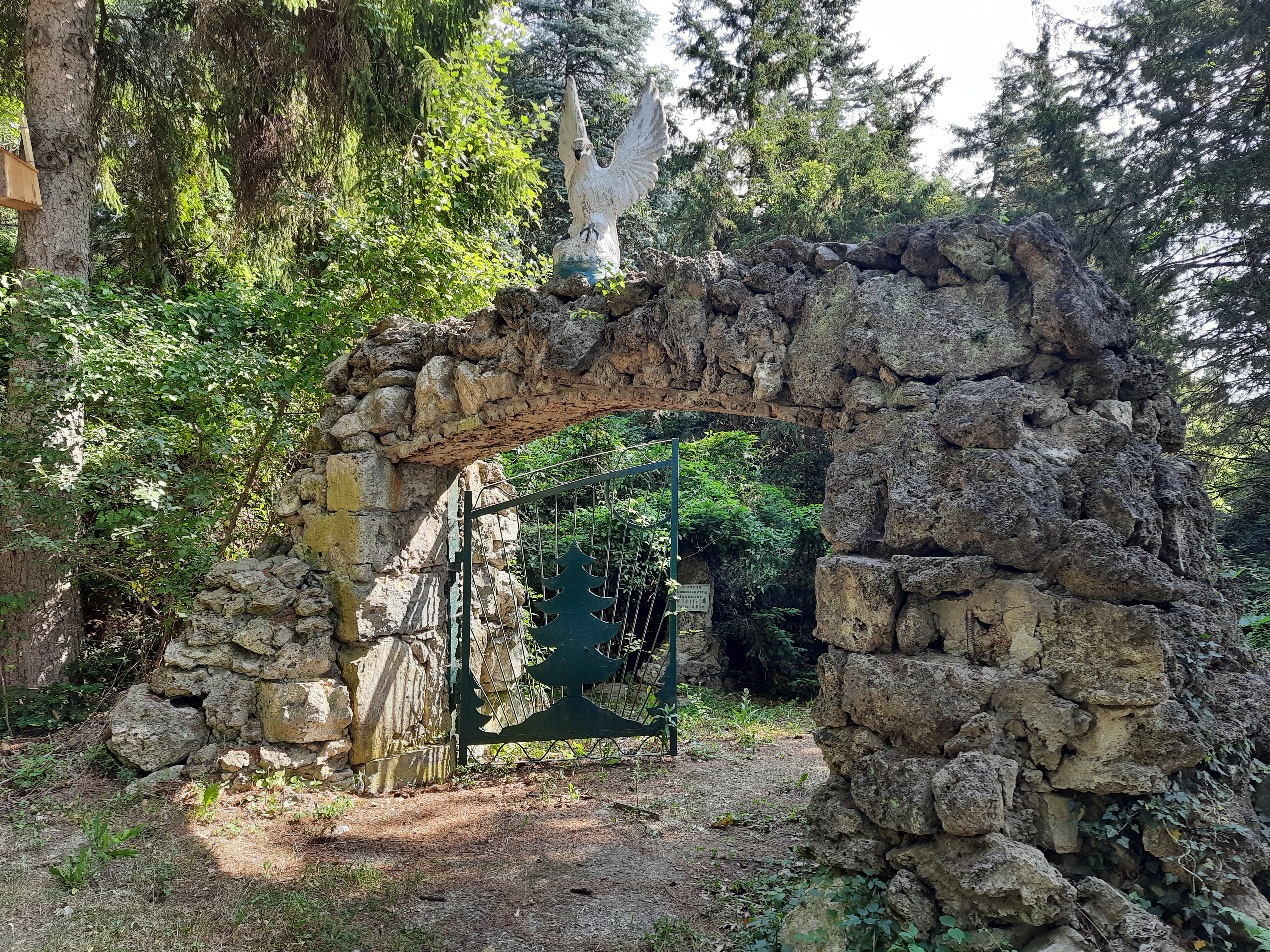
Дендропарк на околиці села

Незважаючи на те, що село розкинулося поруч великих річок Галичини (Дністра та Збруча), у самому селі водних об'єктів обмаль:
- ставок села Гермаківки 48°40′45″ пн. ш. 26°10′45″ сх. д. / 48.67917° пн. ш. 26.17917° сх. д. знаходиться на південній околиці села, лежить в басейні річки Збруч, має площу водного плеса 4,8021 га, витік зі ставка вливається до Вільхового потоку; [недоступне посилання]
- потічок Панський — бере початок із панського маєтку, протікає вздовж села на схід та впадає до Вільхового потоку, лежить в басейні річки Збруч, має довжину 4 км;
- річка Збруч — тече на схід від села, 1,5 км від його східних околиць;
- річечка Вільховий Потік — бере початок із ланів, поруч з селом  Іване-Пусте, тече на північ вздовж села Гермаківка та впадає до Збруча, лежить в басейні річки Збруч;
- потічок Пилипча (Бівка) — бере початок на західних околицях с. Гермаківки, тече вздовж села та урочища Медвеже на південь та впадає до Нічлави в межах села Пилипче, лежить в басейні річки Дністер, має довжину 8 км.

### Клімат
Для села характерний помірно континентальний клімат. Гермаківка розташована у «теплому Поділлі», найтеплішому регіоні Тернопільської області.
| Клімат Гермаківки                                    | Клімат Гермаківки | Клімат Гермаківки | Клімат Гермаківки | Клімат Гермаківки | Клімат Гермаківки | Клімат Гермаківки | Клімат Гермаківки | Клімат Гермаківки | Клімат Гермаківки | Клімат Гермаківки | Клімат Гермаківки | Клімат Гермаківки | Клімат Гермаківки |
| Показник                                             | Січ.              | Лют.              | Бер.              | Квіт.             | Трав.             | Черв.             | Лип.              | Серп.             | Вер.              | Жовт.             | Лист.             | Груд.             |                   |
| Середній максимум, °C                                | −1,2              | 0,4               | 5,7               | 14,2              | 19,9              | 23,0              | 24,0              | 23,5              | 19,6              | 13,5              | 6,1               | 1,1               |                   |
| Середня температура, °C                              | −4,6              | −3                | 1,6               | 8,8               | 14,3              | 17,6              | 18,8              | 18,1              | 14,3              | 8,8               | 3,0               | −1,8              |                   |
| Середній мінімум, °C                                 | −8                | −6,4              | −2,4              | 3,5               | 8,8               | 12,3              | 13,7              | 12,8              | 9,1               | 4,1               | −0,1              | −4,7              |                   |
| Норма опадів, мм                                     | 33                | 32                | 32                | 54                | 75                | 101               | 99                | 64                | 53                | 35                | 35                | 38                |                   |
| ---------------------------------------------------- | ----------------- | ----------------- | ----------------- | ----------------- | ----------------- | ----------------- | ----------------- | ----------------- | ----------------- | ----------------- | ----------------- | ----------------- | ----------------- |
| Джерело: http://en.climate-data.org/location/265349/ |                   |                   |                   |                   |                   |                   |                   |                   |                   |                   |                   |                   |                   |

## Історія
Поблизу Гермаківки зберігся Траянів вал. Перша писемна згадка датована 1641 роком.
Діяли «Просвіта», «Січ», «Сокіл», «Луг» та інші українські товариства.
Історія виникнення села Гермаківка
Село Гермаківка розташоване на території колишньої Галичини на Волино-Подільському плато. Поверхня села рівнинна, клімат теплий, вологий. На півночі та північному заході наше село межує з селом Кривче, на заході — з Пилипчем, на південному заході — з Іване-Пусте, на півдні та південному сході — із Заліссям, на сході та південному сході — з селом Нивра.
Поблизу Гермаківки зберігся Троянів земляний вал (висота 6-8 м, ширина 20-25 м, довжина 25 км); тут знайдені римські монети, бронзові знаряддя. Результати археологічних досліджень дають підставу стверджувати, що насправді ці оборонні вали збудували племена культури фраківського гальшату для захисту від скіфів у 7 ст. до н. е.
Із переказів старих корінних жителів відомо, що село Гермаківка існує вже декілька століть. Перша письмова згадка про нього датована 1641 роком. Тоді ця територія належала до Кам'янецького повіту.
У давні часи наше село було розташоване на березі річки Збруч, про що свідчать уламки череп'яного посуду. Пізніше село розташувалось на південний захід від річки і носило назву Качурівка. Це період, коли Галичина була під польським пануванням. Шляхта завела в Україні кріпацтво і панщину. Наше село не було винятком. Селяни працювали на пана без ніякої плати, їм невільно було вийти з цього села без дозволу пана.
Сумне життя було у хліборобів Гермаківки. Люди мешкали у нужденних  хатках  (часто разом із худобою) в холоді і голоді, у безперервній праці. Щодня приходив до хати панський гайдук і визначав зроблену роботу. Весною  - орати, літом — косити чи жати, восени знов косити, взимку — молотити. Робота йшла під пильним оком панських наглядачів. Селяни платили    панові дань від хліба, худоби, домашньої птиці, бджіл. За всякої провини пан судив селян і назначав кару, яку хотів — навіть смертну.
Найбільшими ворогами для українців стали татари і турки. Татарські напади  для населення були страшним нещастям. Саме таке горе спіткало і наше рідне село. Під час нападу турків у XVII столітті село було спалене, а населення пограбоване. Хто боронився, того убили, хто був безпомічним — брали в полон, решта втікали, покинувши всі свої пожитки. Після спалення наше село почало знову відбудовуватись. Цього разу на території сучасного лісництва. Перша хата була збудована Германом, звідси і пішла назва села Германівка. Згодом самі жителі змінили назву Германівка на Гермаківка.
У 1758 році збудована перша дерев'яна церква Успіння Пресвятої Богородиці. Кам'яну церкву Успіння Пресвятої Богородиці (вона діє донині) збудували у 1815 році; на зовнішніх стінах були вмуровані плити з написами, один із них — «Єрмак» (село колись називалось Єрмаківка). Біля церкви була дерев'яна дзвіниця.
У 1772 році, після першого поділу Польщі між Австрією, Пруссією і Росією, Галичина була віддана під владу австрійського уряду. Село Гермаківка також потрапило під гніт Австрійської імперії, який тяжів над населенням Галичини, в тому числі й над гермаківчанами, до 1918 року — часу розпаду Австро-Угорської імперії. За часів панування  імперії населення Гермаківки також повинно було відбувати панщину. Із переказів Яреми Василя, кріпаки мали свого осаула. Проте, одного разу опівдні приїхав на коні панський управитель і прочитав документ про скасування панщини. Це був 1848 рік. Обличчя кріпаків засяяли радістю. Селяни навіть найняли музиків, гуляли і веселились кілька днів. Потім вони вирішили забрати з панського двору карбові палиці, їх закопали, а на тому місці поставили три камінні хрести, посадили чотири липи, обгородивши частоколом. Ці липи були зрубані лише на початку 1990-х років. Тоді ж були відновлені і хрести, знесені радянською владою.
Найродючіші землі в Гермаківці за часів панування австрійців належали поміщику Зельману, який був тут до часу скасування панщини. Пізніше нашим селом заволодів поміщик Бліхер. Але коли він збанкрутував, то маєток перейшов графу Боварському. Йому належало 70 сіл. Рід Боварських панував тут до 1939 року. Під час першої світової війни, у 1914 році, сім'я Боварських втекла до Львова, де старий граф помер з голоду в своєму розкішному панському будинку. На початку світової війни в Гермаківку вступили війська царської Росії, які перебували тут три роки.
Влітку 1917 року, під час наступу німецьких військ, за селом біля лісу в урочищі Глинка відбулася битва, в якій взяли участь Українські Січові Стрільці. Московські війська зазнали поразки і змушені були відступити. Загиблим у цьому бою біля церкви насипали символічну могилу.
Після Жовтневого перевороту почалася боротьба за вихід з імперіалістичної війни. 3 березня 1918 року Німеччина заключила Берестейський мирний договір, за яким німці та австрійці змушені були залишити село, а в Гермаківку вступили війська українського націоналіста Симона Петлюри, головний штаб якого знаходився у Кам'янці — Подільському.
У 1920 році після розгрому формувань петлюрівців у Гермаківці було тимчасово встановлено радянську владу. Похід Антанти ознаменувався в нашому селі вторгненням польського війська . Поляки окупували українські землі, проте війська Червоної армії примусили панську Польщу підписати мирний договір у місті Ризі, згідно з яким Галичина опинилась під впливом Польщі.
Особливо нестерпним становище селян було за часів панської Польщі. Найкращі родючі землі належали польській шляхті.  Був виданий закон, згідно якого земельну ділянку міг купити лише поляк. Польські пани намагались окатоличити населення. Активну роль у цьому відіграли польські священники. Незважаючи на репресії зі сторони польських властей, українське населення все-таки зберегло свою культуру, звичаї та побут.
Щодо освіти гермаківчан, то спочатку була відкрита «двокласова» школа. Тут вивчали Закон Божий, читання і арифметику. Але й цю школу далеко не кожному вдалось закінчити, оскільки необхідно було вносити велику плату за навчання. За вищу освіту навіть і думати ніхто не міг. Як виняток, вищу освіту отримали всього кілька жителів Гермаківки: Остафіїв Авксентій після закінчення вищого учбового закладу став священником, Зуляк Михайло- ветеринаром, а Мизак Василь — адвокатом.
У 1844 році Гермаківку та сусідні села охопила епідемія холери, а в 1906 році поширилась хвороба скарлетина, яка призвела до масового винищення населення. Ніяких заходів для боротьби з хворобою польський уряд не вживав.
У 1893 році розпочалося будівництво залізничної лінії Вигнанка — Іване-Пусте через Гермаківку. У 1898 році було завершено її будівництво, а перший поїзд проїхав через село у 1899 році. За словами старожилів, молодь кожної неділі зустрічала поїзд, святково вдягнувшись.
17 вересня 1939 року назавжди залишиться в пам'яті українців західних земель. У цей день в поміщиків було відібрано землю і передано в користування селян. Жителі Гермаківки з ентузіазмом вз'ялись за розбудову нового життя в складі Радянського Союзу.
22 червня 1941 року гітлерівські полчища напали на СРСР. Мирна праця була перервана. Фашисти забирали зерно, худобу, а доросле населення відправляли на примусові роботи в Німеччину. Багато гермаківчан з жалем і смутком  покинули рідні стіни .
У 1944 році під ударами радянської армії німецько-фашистські війська відступили на Захід. 6 квітня 1944  року біля Гермаківки відбулася битва, в якій ворожі формування зазнали поразки. Село було остаточно звільнене.
Після закінчення Великої Вітчизняної війни докорінно змінилося наше село. Із одноосібних розорених селянських господарств у 1947 році було організовано два колгоспи. Перший  мав 816 га землі, другий — 785 га. За свою працю колгоспники отримували мізерну платню на так звані трудодні. У 1949 році колгоспники отримували на трудодень 500 грамів зерна і 12 копійок грішми. У 1950 році відбулось укрупнення і обидва колгоспи об'єднались в одну сільськогосподарську артіль «Більшовик», головою став Бігун Дмитро Миколайович. На той час в Гермаківці налічувалось 569 домогосподарств. У колгоспі працювали 1803 члени артілі. Тут було створено дві польові бригади: будівельна і городня. У зв'язку з реорганізацією МТС колгосп придбав сільськогосподарську техніку: 10 тракторів, 2 зернових комбайни, 2 бурякозбиральних комбайни, 2 кукурудзозбиральних комбайни, 1 силосний комбайн, 1 культиватор, 1 картоплесаджалку, 6 вантажних автомобілів.
Виконуючи п'ятирічні плани розвитку народного господарства, колгоспники добивались непоганих показників виробництва. Відповідно зростали грошові прибутки колгоспу, збільшувалась оплата трудодня, змінилося і саме ставлення до людей колгоспної праці.
Докорінно змінилась Гермаківка і у культурному відношенні. У 1948 році відбувся перший випуск Гермаківської ЗОШ. Майже вся молодь здобула середню освіту, більшість залишилась після школи працювати в колгоспі, а частина поступила на навчання у вузи. Серед населення повністю ліквідовано неписемність.
У 1967 році в Гермаківці було відкрито новий Будинок культури, а у 1974 році — нову середню загальноосвітню школу на 500 учнівських місць.
У 1956 році за ініціативою лісничого Гермаківського лісництва Миколи Григоровича Денеки було закладено дендропарк з екзотичних порід дерев та кущів. Завдяки дендропарку Гермаківка стала відома в усьому Радянському Союзі.
Нині в Гермаківці діють ЗОШ І—ІІІ ступенів, дитячий садок «Малятко», Будинок культури, бібліотека, амбулаторія загальної практики та сімейної медицини, аптека, стоматологічний кабінет, лісництво, церква Успіння Пресвятої Богородиці, костел (1905, відреставрований у 2009 році), відділення зв'язку, 7 магазинів. Встановлені пам'ятники невідомому солдатові (1967), воїнам — односельцям, полеглим у німецько-радянській війні (1975), Тарасові Шевченку (1972), «фігура» Ісуса Христа на честь 1000-ліття Хрещення Русі (2001), діячеві ОУН-УПА
А. Назарківу (1992), монумент «Борцям за волю України» (1995), три пам'ятних хрести на честь скасування панщини (1861), пам'ятний знак М. Денеці (1989), втретє насипано символічну могилу борцям за волю України (1993).
Геологічна пам'ятка природи місцевого значення — гіпсова карстова печера «Двох озер» (довжина — 57 м), яка розташована в межах лісового урочища Муравинець.
Про Гермаківку йдеться у книгах Дмитра Колісника «Моє село», Нестора Мизака «За тебе, свята Україно», у його ж монографії про цей населений пункт «Село — душа народу».

## Населення
За переписом УРСР 1989 року чисельність наявного населення села становила 2004 особи, з яких 911 чоловіків та 1093 жінки.
За переписом населення України 2001 року в селі мешкали 1843 особи.

### Мова
Розподіл населення за рідною мовою за даними перепису 2001 року:
| Мова       | Кількість | Відсоток |
| ---------- | --------- | -------- |
| українська | 1847      | 99,62 %  |
| російська  | 5         | 0,28 %   |
| білоруська | 1         | 0,05 %   |
| болгарська | 1         | 0,05 %   |
| Всього:    | 1854      | 100 %    |

## Релігія
- церква Успіння Пресвятої Богородиці (1815, мурована, ПЦУ);
- церква Успіння Пресвятої Богородиці (1909, перебудована з костелу, мурована, УГКЦ);
- капличка (2001);
- «фігура» Ісуса Христа на честь 1000-ліття Хрещення Русі-України (2001).

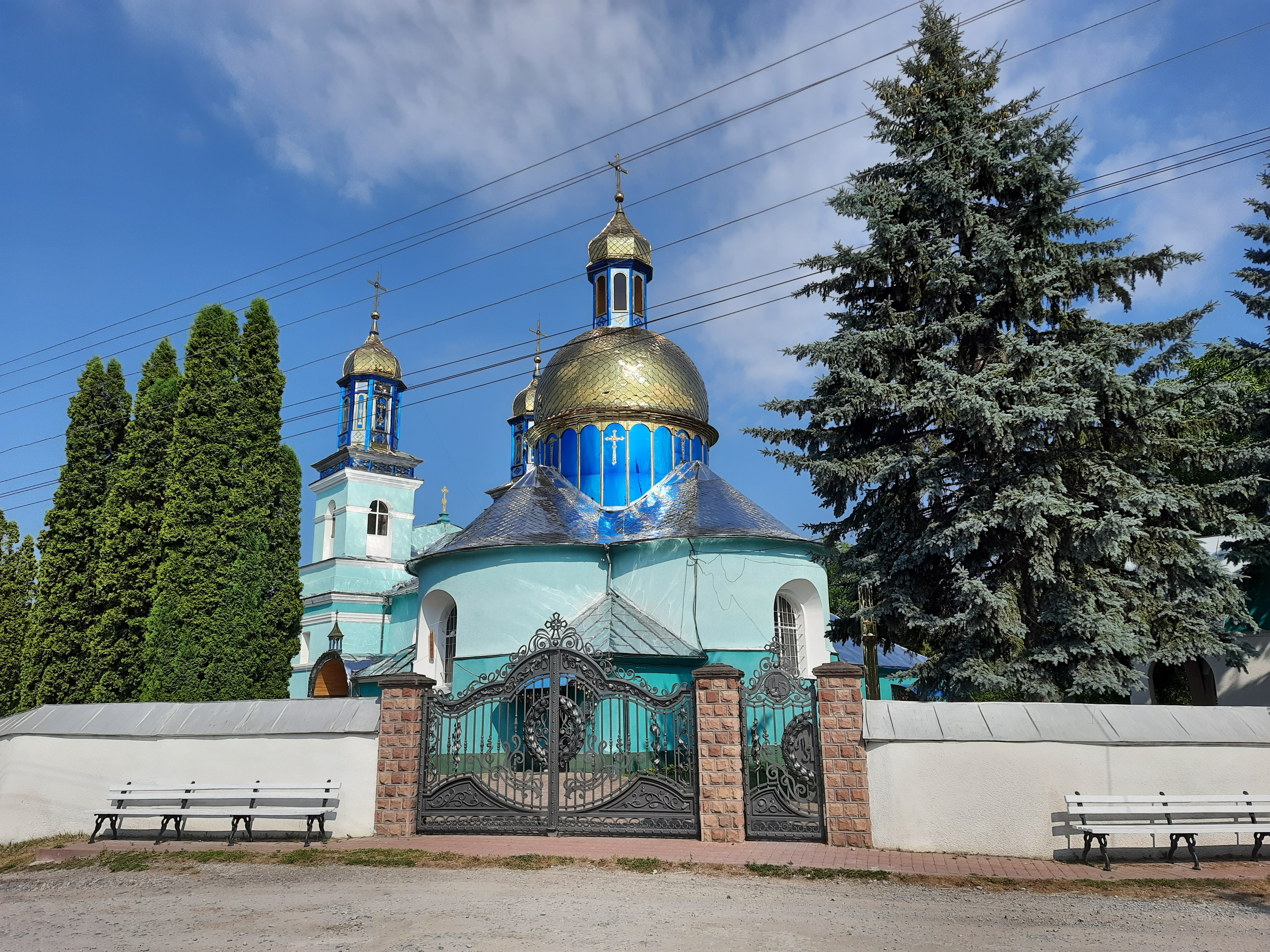
Церква Успіння Пресвятої Богородиці (УГКЦ) колишній костел
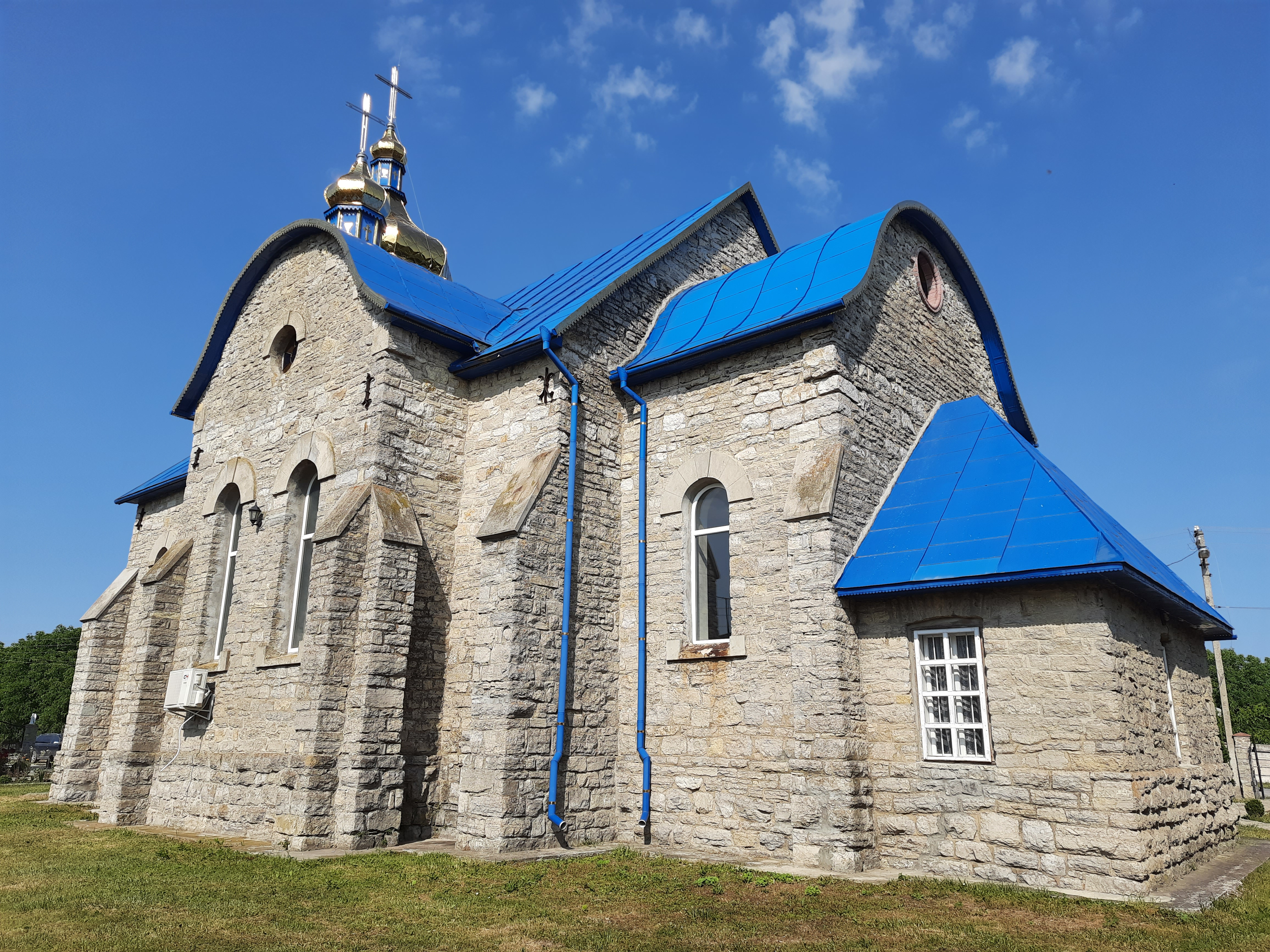
Церква Успіння Пресвятої Богородиці (УГКЦ) колишній костел]]

## Пам'ятки
- Ботанічний заказник місцевого значення Урочище Романського.
- Споруджено пам'ятники:
  - воїнам полеглим під час німецько-радянської війни (1967),
  - полеглим у німецько-радянській війні воїнам-односельцям (1975, скульптор С. Бородовий),
  - Тарасові Шевченку — пам'ятка монументального мистецтва місцевого значення. Встановлений у [1972]] році, скульптор — В. Горн, робота Чернівецьких художньо-виробничих майстерень. Скульптура — 3 м, тонований бетон, постамент — 1,2 м, камінь)[5][6]).
  - діячеві ОУН і УПА Андрієві  Назарківу (1992).
- встановлено пам'ятні знаки на честь скасування панщини і заслуженому лісівникові України М. Денеці (1989).
- Насипано символічну могилу Борцям за волю України (1993).

Пам'ятники села Гермаківки
Пам'ятник Тарасові Шевченку
Пам'ятник Андрієві Назарківу

## Соціальна сфера
Діють загальноосвітня школа І—ІІІ ступенів, Будинок культури, бібліотека, ФАП, відділення зв'язку.

## Відомі особи

### Народилися
- Боєчко Петро Миколайович (1935—2010) — український живописець.
- господарник і громадський діяч П. Вовчук,
- громадський діяч у Канаді І. Зельський,
- музикант і диригент В. Зуляк,
- письменник Дмитро Колісник (1883—1958),
- есперантист Микола Кривецький,
- громадський діяч у Великій Британії В. Лесюк-Соловій,
- професор Чернівецького національного університету Михайло Марченко,
- професор Чернівецького національного університету Нестор Мизак[7]
- художниця Марія Роженко,
- літературознавець Світлана Кочерга.
- доктор історичних наук, професор, завідувач кафедри стародавньої та середньовічної історії Тернопільського національного педагогічного університету імені Володимира Гнатюка Іван Зуляк
- лісівник, доктор сільськогосподарських наук, професор, завідувач кафедри туризмознавства і краєзнавства Прикарпатського національного університету імені Василя Стефаника, академік Лісівничої академії наук України (ЛАНУ) Калуцький Іван Федорович (нар. 1941)

### Проживали та працювали

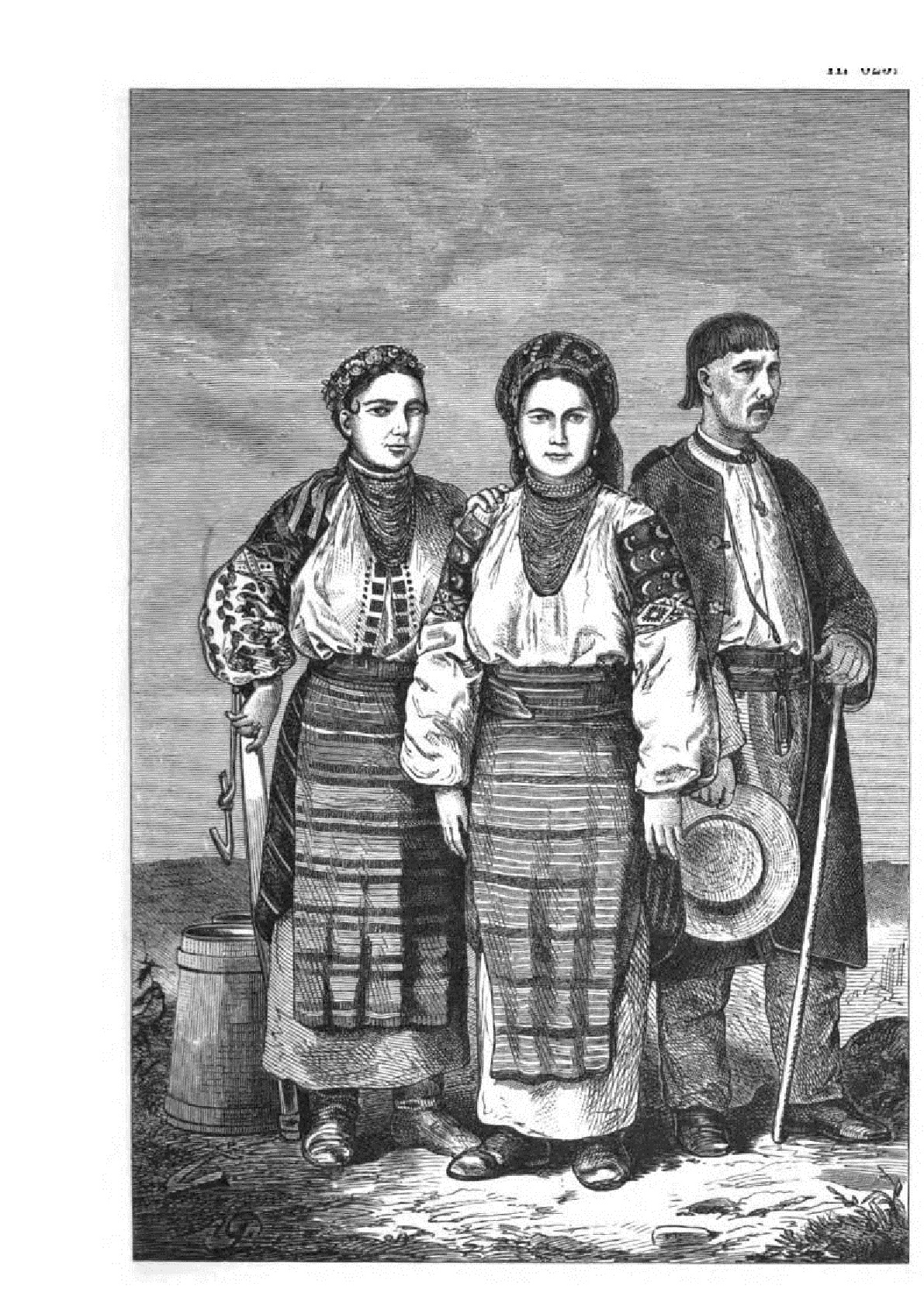
Подоляни з Гермаківки

- Заслужений лісівник України Денека Микола Григорович, ініціатор закладання Гермаківського дендропарку.
- Граф Блюхер де Вальштадт, австрійський вельможа, власник маєтку в урочищі Дача Романовського, на місці якого постав Гермаківський дендропарк.